# Brania balani
Brania balani är en ringmaskart som först beskrevs av Hartmann-Schröder 1960.  Brania balani ingår i släktet Brania och familjen Syllidae. Inga underarter finns listade i Catalogue of Life.